# Astéroïde aréocroiseur

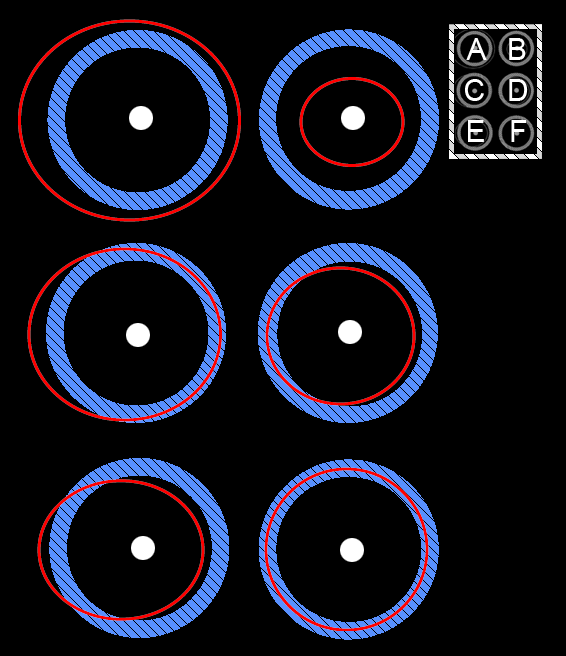
Frôleur-extérieur : C
Frôleur-intérieur(1) : D
Croiseur : E
Co-orbital : F

Un astéroïde aréocroiseur est un astéroïde dont l'orbite croise celle de Mars (aréo venant de Arès). Les astéroïdes aréocroiseurs numérotés sont partiellement listés ici.
Plusieurs bases de données, par exemple la JPL Small-Body Database (JPL SBDB), classent comme aréocroiseurs uniquement les astéroïdes dont le périhélie est supérieur à 1,3 ua. Un astéroïde dont le périhélie est inférieur à cette valeur est classé comme objet géocroiseur (Amor, Apollon ou Aton) même s'il croise l'orbite de Mars en plus de croiser (ou de s'approcher) de celle de la Terre. Un "frôleur extérieur" (resp. "intérieur") est un objet dont le périhélie (resp. aphélie) est inférieur à l'aphélie de Mars (1,666 ua) mais supérieur au périhélie de Mars (1,381 ua). Au 15 mars 2020, le JPL SBDB liste 18 596 astéroïdes aréocroiseurs, dont 5448 numérotés. Seuls 18 aréocroiseurs sont plus brillants que la magnitude absolue (H) 12,5, ce qui correspond à un diamètre supérieur à 13 km si leur albédo n'excède pas 0,10. Les plus petits astéroïdes aréocroiseurs connus ont une magnitude absolue (H) d'environ 24 et leur diamètre est typiquement inférieur à 100 mètres.

## Étymologie
La racine aréo- fait référence à Arès (en grec ancien Ἄρης / Árês) qui est le dieu de la Guerre et de la Destruction dans la mythologie grecque. Fils de Zeus et de Héra, il est assimilé à Mars chez les Romains.

## Liste partielle d'astéroïdes numérotés
Notes : 1 frôleur-intérieur ; 2 frôleur-extérieur ; 3 géocroiseur
- (132) Éthra 2
- (323) Brucia 2
- (391) Ingeborg 2
- (433) Éros
- (475) Ocllo 2
- (512) Taurinensis 2
- (699) Hela 2
- (719) Albert
- (887) Alinda
- (1009) Sirène 2
- (1011) Laodamia 2
- (1036) Ganymède
- (1065) Amundsenia 2
- (1131) Porzia 2
- (1134) Kepler 2
- (1139) Atami 2
- (1170) Shiva 2
- (1198) Atlantis 2
- (1204) Renzia 2
- (1221) Amor
- (1235) Schorria 2
- (1293) Sonja 2
- (1310) Villigera 2
- (1316) Kasan 2
- (1374) Isora 2
- (1468) Zomba 2
- (1474) Beira 2
- (1508) Kemi 2
- (1565) Lemaître 2
- (1566) Icare 3
- (1580) Betulia
- (1593) Fagnes 2
- (1620) Géographos 1 3
- (1627) Ivar
- (1640) Nemo 2
- (1656) Suomi 2
- (1685) Toro 3
- (1727) Mette 2
- (1747) Wright 2
- (1750) Eckert 2
- (1862) Apollon 3
- (1863) Antinoüs 3
- (1864) Dédale 3
- (1865) Cerbère 1 3
- (1866) Sisyphe 3
- (1915) Quetzálcoatl
- (1916) Borée
- (1917) Cuyo
- (1943) Antéros
- (1951) Lick 1
- (1980) Tezcatlipoca
- (1981) Midas 3
- (2035) Stearns 2
- (2044) Wirt 2
- (2055) Dvořák 2
- (2059) Baboquivari
- (2061) Anza
- (2063) Bacchus 1 3
- (2064) Thomsen 2
- (2074) Shoemaker 2
- (2077) Kiangsu 2
- (2078) Nanking 2
- (2099) Öpik 2
- (2101) Adonis 3
- (2102) Tantale 3
- (2135) Aristée 3
- (2201) Oljato 3
- (2202) Pele
- (2204) Lyyli 2
- (2212) Héphaïstos 3
- (2253) Espinette 2
- (2329) Orthos 3
- (2335) James
- (2368) Beltrovata
- (2423) Ibarruri 2
- (2449) Kenos 2
- (2577) Litva 2
- (2608) Sénèque
- (2629) Rudra
- (2744) Birgitta 2
- (2937) Gibbs 2
- (2968) Iliya 2
- (3040) Kozai 2
- (3102) Krok
- (3103) Eger 3
- (3122) Florence
- (3163) Randi 2
- (3198) Wallonia 2
- (3199) Néfertiti
- (3200) Phaéton 3
- (3216) Harrington 2
- (3255) Tholen 2
- (3267) Glo 2
- (3270) Dudley 2
- (3271) Ul
- (3287) Olmstead 2
- (3288) Séleucos
- (3343) Nedzel 2
- (3352) McAuliffe
- (3360) Syrinx 3
- (3361) Orphée 1 3
- (3362) Khoufou 1 3
- (3392) Setouchi 2
- (3397) Leyla 2
- (3401) Vanphilos 2
- (3402) Wisdom 2
- (3416) Dorrit 2
- (3443) Leetsungdao 2
- (3496) Arieso 2
- (3551) Vérénia
- (3552) Don Quichotte
- (3553) Méra
- (3581) Alvarez 2
- (3635) Kreutz 2
- (3671) Dionysos 3
- (3674) Erbisbühl 2
- (3691) Bède
- (3737) Beckman 2
- (3752) Camillo 3
- (3753) Cruithne 1 3
- (3757) Anagolay
- (3800) Karayusuf 2
- (3833) Calingasta
- (3838) Épona 3
- (3854) George 2
- (3858) Dorchester 2
- (3873) Roddy 2
- (3908) Nyx
- (3920) Aubignan 2
- (3988) Homa
- (4015) Wilson-Harrington 3
- (4034) Vishnu 1 3
- (4055) Magellan
- (4142) Dersu-Uzala 2
- (4179) Toutatis 3
- (4183) Cuno 3
- (4197) Morphée 3
- (4205) David Hughes 2
- (4257) Ubasti 3
- (4276) Clifford 2
- (4341) Poséidon 3
- (4401) Aditi
- (4435) Holt 2
- (4450) Pan 3
- (4451) Grieve 2
- (4486) Mithra 3
- (4487) Pocahontas
- (4503) Cléobule
- (4558) Janesick 2
- (4581) Asclépios 1 3
- (4587) Rees
- (4596) 1981 QB
- (4660) Nérée 3
- (4688) 1980 WF
- (4769) Castalia 1 3
- (4775) Hansen
- (4910) Kawasato 2
- (4947) Ninkasi 1
- (4953) 1990 MU 3
- (4954) Eric
- (4957) Brucemurray
- (4995) Griffin 2
- (5011) Ptah 3
- (5038) Overbeek 2
- (5066) Garradd 2
- (5131) 1990 BG 3
- (5143) Héraclès 3
- (5189) 1990 UQ 3
- (5230) Asahina 2
- (5246) Migliorini 2
- (5251) Bradwood 2
- (5253) Fredclifford 2
- (5261) Eurêka — le seul Troyen martien numéroté
- (5275) Zdislava 2
- (5324) Liapounov
- (5332) Davidaguilar
- (5335) Damoclès 2
- (5349) Paulharris 2
- (5370) Taranis
- (5392) Parker 2
- (5407) 1992 AX
- (5496) 1973 NA 3
- (5510) 1988 RF7 2
- (5585) Parks 2
- (5587) 1990 SB
- (5620) Jasonwheeler
- (5621) Erb 2
- (5626) Melissabrucker
- (5641) McCleese 2
- (5642) Bobbywilliams 2
- (5645) 1990 SP 3
- (5646) 1990 TR
- (5649) Donnashirley 2
- (5653) Camarillo
- (5660) 1974 MA 3
- (5682) Beresford 2
- (5693) 1993 EA 3
- (5720) Halweaver 2
- (5731) Zeus 3
- (5732) 1988 WC
- (5738) Billpickering 2
- (5751) Zao
- (5786) Talos 3
- (5797) Bivoj
- (5817) Robertfrazer 2
- (5828) 1991 AM 3
- (5836) 1993 MF
- (5863) Tara
- (5867) 1988 RE
- (5869) Tanit
- (5870) Baltimore 2
- (5879) Almeria
- (5892) Milesdavis 2
- (5929) Manzano 2
- (5999) Plescia 2
- (6037) 1988 EG 3
- (6041) Juterkilian 2
- (6042) Cheshirecat 2
- (6047) 1991 TB1 3
- (6050) Miwablock
- (6053) 1993 BW3 3
- (6063) Jason 3
- (6130) Hutton
- (6141) Durda 2
- (6170) Levasseur 2
- (6172) Prokofeana 2
- (6178) 1986 DA
- (6183) Viscome 2
- (6239) Minos 1 3
- (6249) Jennifer 2
- (6261) Chione 2
- (6263) Druckmüller 2
- (6318) Cronkite
- (6322) 1991 CQ
- (6386) Keithnoll 2
- (6411) Tamaga 2
- (6444) Ryuzin 2
- (6446) Lomberg 2
- (6455) 1992 HE 3
- (6456) Golombek
- (6485) Wendeesther 2
- (6487) Tonyspear 2
- (6489) Golevka 3
- (6490) 1991 NR2 2
- (6491) 1991 OA
- (6500) Kodaira 2
- (6523) Clube 2
- (6564) Asher
- (6569) Ondaatje
- (6585) O'Keefe 2
- (6611) 1993 VW 3
- (6847) Kunz-Hallstein 2
- (6874) 1994 JO1 2
- (6909) Levison 2
- (7002) Bronshten 2
- (7025) 1993 QA 3
- (7079) Baghdad 2
- (7088) Ishtar
- (7092) Cadmus 3
- (7096) Napier
- (7236) 1987 PA
- (7267) Victormeen 2
- (7304) Namiki 2
- (7330) Annelemaître 2
- (7335) 1989 JA 3
- (7336) Saunders
- (7341) 1991 VK 3
- (7345) Happer 2
- (7350) 1993 VA 3
- (7358) Oze
- (7369) Gavrilin 2
- (7445) Trajanus 2
- (7467) 1989 WQ1 2
- (7474) 1992 TC
- (7480) Norwan
- (7482) 1994 PC1 3
- (7505) Furusho 2
- (7604) Kridsadaporn
- (7660) Alexanderwilson 2
- (7723) Lugger 2
- (7747) Michalowski 2
- (7753) 1988 XB 3
- (7778) Markrobinson 2
- (7816) Hanoï 2
- (7818) Muirhead 2
- (7839) 1994 ND
- (7870) 1987 UP2 2
- (7888) 1993 UC 3
- (7889) 1994 LX 3
- (7977) 1977 QQ5
- (8013) Gordonmoore
- (8014) 1990 MF 3
- (8034) Akka
- (8035) 1992 TB 3
- (8037) 1993 HO1
- (8176) 1991 WA 3
- (8201) 1994 AH2 3
- (8251) Isogai 2
- (8256) Shenzhou 2
- (8355) Masuo 2
- (8373) Stephengould 2
- (8444) Popovich 2
- (8507) 1991 CB1 3
- (8566) 1996 EN 3
- (8567) 1996 HW1
- (8651) Alineraynal 2
- (8709) Kadlu
- (9058) 1992 JB 3
- (9068) 1993 OD 2
- (9082) Leonardmartin 2
- (9162) Kwiila 3
- (9172) Abhramu
- (9202) 1993 PB 3
- (9292) 1982 UE2 2
- (9400) 1994 TW1
- (9551) Kazi 2
- (9564) Jeffwynn 2
- (9572) 1988 RS6 2
- (9671) Héméra 2
- (9767) Midsomer Norton 2
- (9773) 1993 MG1 2
- (9856) 1991 EE 3
- (9881) Sampson 2
- (9950) ESA
- (9969) Braille
- (9992) 1997 TG19 2
- (10051) Albee 2
- (10115) 1992 SK 1 3
- (10145) 1994 CK1 3
- (10150) 1994 PN
- (10165) 1995 BL2 3
- (10295) Hippolyta
- (10302) 1989 ML 1
- (10416) Kottler
- (10502) Armaghobs 2
- (10548) 1992 PJ2 2
- (10578) 1995 LH 2
- (10636) 1998 QK56 3
- (10737) Brück 2
- (10860) 1995 LE
- (10984) Gispen 2
- (11054) 1991 FA
- (11066) Sigurd 3
- (11152) Oomine 2
- (11284) Belenos
- (11311) Pélée 3
- (11318) 1994 XZ4 2
- (11398) 1998 YP11
- (11405) 1999 CV3 3
- (11466) Katharinaotto 2
- (11500) Tomaiyowit 1 3
- (11836) Eileen 2
- (11885) Summanus 3
- (12008) Kandrup
- (12009) 1996 UE 2
- (12198) 1980 PJ1 2
- (12390) 1994 WB1 2
- (12520) 1998 HV78 2
- (12538) 1998 OH 3
- (12711) Tukmit 1 3
- (12923) Zéphyr 3
- (13091) 1992 PT3 2
- (13153) 1995 QC3 2
- (13551) Gadsden 2
- (13553) Masaakikoyama
- (13651) 1997 BR 3
- (13819) 1999 SX5 2
- (13920) Montecorvino 2
- (14017) 1994 NS 2
- (14211) 1999 NT1 2
- (14222) 1999 WS1 2
- (14223) Dolby 2
- (14309) Defoy 2
- (14402) 1991 DB
- (14461) 1993 FL54 2
- (14581) 1998 RT4 2
- (14653) 1998 YV11 2
- (14827) Hypnos 3
- (14982) 1997 TH19 2
- (15609) Kosmaczewski 2
- (15673) Chetaev 2
- (15700) 1987 QD 2
- (15745) Yuliya
- (15778) 1993 NH 2
- (15790) Keizan 2
- (15817) Lucianotesi 1
- (16064) Davidharvey
- (16142) Leung 2
- (16143) 1999 XK142 2
- (16465) Basilrowe 2
- (16474) 1990 QG3 2
- (16529) Dangoldin 2
- (16588) Johngee 2
- (16591) 1992 SY17 2
- (16635) 1993 QO 2
- (16636) 1993 QP
- (16657) 1993 UB
- (16695) Terryhandley
- (16724) Ullilotzmann 2
- (16816) 1997 UF9 3
- (16834) 1997 WU22 3
- (16851) 1997 YU1 2
- (16868) 1998 AK8 2
- (16912) Rhiannon
- (16958) Klaasen 2
- (16960) 1998 QS52 3
- (17181) 1999 UM3 3
- (17182) 1999 VU 3
- (17188) 1999 WC2 3
- (17274) 2000 LC16
- (17435) di Giovanni 2
- (17493) Wildcat 2
- (17511) 1992 QN 1 3
- (17555) Kenkennedy 2
- (17640) Mount Stromlo 2
- (17744) Jodiefoster 2
- (18106) Blume
- (18109) 2000 NG11
- (18172) 2000 QL7
- (18181) 2000 QD34 2
- (18195) 2000 QG116 2
- (18284) Tsereteli 2
- (18398) Bregenz 2
- (18499) Showalter 2
- (18514) 1996 TE11
- (18620) 1998 DS10 2
- (18726) 1998 KC2 2
- (18736) 1998 NU
- (18882) 1999 YN4
- (18899) 2000 JQ2 2
- (18916) 2000 OG44 2
- (18919) 2000 OJ52 2
- (19080) Martinfierro 2
- (19127) Olegefremov 2
- (19356) 1997 GH3
- (19388) 1998 DQ3 2
- (19402) 1998 EG14 2
- (19764) 2000 NF5
- (19877) 9086 P-L 2
- (19958) 1985 RN4 2
- (20037) Duke 2
- (20062) 1993 QB3 2
- (20086) 1994 LW
- (20137) 1996 PX8 2
- (20187) Janapittichova 2
- (20236) 1998 BZ7 3
- (20255) 1998 FX2
- (20425) 1998 VD35 3
- (20429) 1998 YN1 3
- (20446) 1999 JB80 2
- (20460) Robwhiteley
- (20691) 1999 VY72 2
- (20786) 2000 RG62 2
- (20790) 2000 SE45
- (20826) 2000 UV13 3
- (20860) 2000 VS34 2
- (20958) A900 MA 2
- (21001) Trogrlic 2
- (21028) 1989 TO 2
- (21030) 1989 TZ11 2
- (21056) 1991 CA1 2
- (21088) Chelyabinsk
- (21104) Sveshnikov 2
- (21183) 1994 EO2 2
- (21228) 1995 SC 2
- (21277) 1996 TO5
- (21374) 1997 WS22 1
- (21788) 1999 SZ5 2
- (21893) 1999 VL4 2
- (22099) 2000 EX106 1 3
- (22168) Weissflog 2
- (22283) Pytheas 2
- (22385) Fujimoriboshi 2
- (22449) Ottijeff 2
- (22601) 1998 HD124 2
- (22753) 1998 WT 3
- (22771) 1999 CU3 3
- (22807) 1999 RK7 2
- (22844) 1999 RU111 2
- (23183) 2000 OY21
- (23187) 2000 PN9 3
- (23250) 2000 WQ181 2
- (23548) 1994 EF2
- (23606) 1996 AS1
- (23621) 1996 PA
- (23714) 1998 EC3
- (23726) 1998 HG48 2
- (23738) 1998 JZ1 2
- (23983) 1999 NS11 2
- (24029) 1999 RT198 2
- (24143) 1999 VY124 2
- (24242) 1999 XY100 2
- (24443) 2000 OG 3
- (24445) 2000 PM8 3
- (24447) 2000 QY1
- (24475) 2000 VN2
- (24495) Degroff 2
- (24643) MacCready 2
- (24654) Fossett 2
- (24682) 1990 BH 2
- (24693) 1990 SB2 2
- (24761) Ahau 3
- (24806) 1994 RH9 2
- (24809) 1994 TW3 2
- (24814) 1994 VW1 2
- (24819) 1994 XY4 2
- (24883) 1996 VG9 2
- (24970) 1998 FC12 2
- (25037) 1998 QC37 2
- (25143) Itokawa 3
- (25330) 1999 KV4 3
- (25362) 1999 TH24 2
- (25872) 2000 MV1
- (25916) 2001 CP44
- (25974) 2001 FF43 2
- (26050) 3167 T-2 2
- (26074) Carlwirtz 2
- (26120) 1991 VZ2 2
- (26129) 1993 DK 2
- (26166) 1995 QN3
- (26189) 1997 AX12 2
- (26209) 1997 RD1 2
- (26310) 1998 TX6
- (26379) 1999 HZ1 3
- (26385) 1999 RN20 2
- (26471) Tracybecker 2
- (26663) 2000 XK47 3
- (26677) 2001 EJ18 — co-orbital avec Mars
- (26760) 2001 KP41
- (26817) 1987 QB
- (26822) 1988 RG13 2
- (26858) Misterrogers 2
- (26879) Haines 2
- (27002) 1998 DV9 3
- (27031) 1998 RO4
- (27057) 1998 SP33 2
- (27089) 1998 UE15 2
- (27234) 1999 RC2
- (27346) 2000 DN8
- (27351) 2000 DO73 2
- (27657) Berkhey 2
- (27995) 1997 WL2 2
- (28017) 1997 YV13 2
- (28085) 1998 QO98 2
- (28203) 1998 XL48 2
- (28565) 2000 EO58 2
- (29075) 1950 DA 3
- (29180) 1990 SW1 2
- (29407) 1996 UW 2
- (29451) 1997 RM1 2
- (29566) 1998 FK5 2
- (29780) 1999 CJ50 2
- (30105) 2000 FO3 2
- (30555) 2001 OM59 2
- (30717) 1937 UD 2
- (30765) 1981 EJ48 2
- (30767) Chriskraft 2
- (30771) 1986 PO2 2
- (30775) Lattu 2
- (30785) Greeley 2
- (30786) Karkoschka 2
- (30800) 1989 ST 2
- (30825) 1990 TG1 3
- (30854) 1991 VB
- (30856) 1991 XE 2
- (30963) Mount Banzan 2
- (30997) 1995 UO5 3
- (31076) 1996 XH1 2
- (31098) Frankhill 2
- (31180) 1997 YX3 2
- (31210) 1998 BX7
- (31221) 1998 BP26
- (31318) 1998 GQ10 2
- (31320) 1998 HX2 2
- (31345) 1998 PG
- (31346) 1998 PB1
- (31367) 1998 WB9 2
- (31415) Fenucci 2
- (31662) 1999 HP11 3
- (31669) 1999 JT6 3
- (31832) 2000 AP59 2
- (31843) 2000 CQ80 2
- (31845) 2000 DK17 2
- (31869) 2000 EF101 2
- (31881) 2000 FL15 2
- (31895) 2000 FX44 2
- (31913) 2000 GM56 2
- (32039) 2000 JO23 2
- (32122) 2000 LD10 2
- (32575) 2001 QY78 2
- (32581) 2001 QW98 2
- (32827) 1992 DF1 2
- (32890) Schwob 2
- (32897) Curtharris 2
- (32906) 1994 RH
- (32910) 1994 TE15 2
- (33060) 1997 VY 2
- (33073) 1997 WU16 2
- (33330) Barèges 2
- (33836) 2000 FB39 2
- (33865) 2000 JX15 2
- (33881) 2000 JK66 2
- (34048) 2000 OR35 2
- (34613) 2000 UR13
- (34706) 2001 OP83 2
- (34755) 2001 QW120 2
- (34759) 2001 QL151 2
- (34817) Shiominemoto 2
- (35056) Cullers 2
- (35368) 1997 UB8 2
- (35396) 1997 XF11 3
- (35432) 1998 BG9
- (35670) 1998 SU27 3
- (35709) 1999 FR28 2
- (36017) 1999 ND43
- (36183) 1999 TX16
- (36236) 1999 VV 3
- (36282) 2000 CT98 2
- (36284) 2000 DM8 3
- (36771) 2000 RD97 2
- (36779) 2000 SW1 2
- (37152) 2000 VV56 2
- (37308) 2001 OP16 2
- (37314) 2001 QP 2
- (37329) 2001 QW108
- (37336) 2001 RM
- (37359) 2001 UM17 2
- (37367) 2001 VC 2
- (37378) 2001 VU76 2
- (37384) 2001 WU1
- (37479) 1130 T-1 2
- (37568) 1989 TP 2
- (37596) Cotahuasi 2
- (37638) 1993 VB 3
- (37655) Illapa 3
- (37671) 1994 UY11 2
- (37802) 1997 XD11 2
- (38063) 1999 FH 2
- (38066) 1999 FO19
- (38071) 1999 GU3
- (38074) 1999 GX19 2
- (38086) Beowulf 3
- (38091) 1999 JT3
- (38181) 1999 JG124 2
- (38239) 1999 OR3 3
- (38647) 2000 OW8 2
- (38683) 2000 QQ7 2
- (39096) 2000 WE1 2
- (39235) 2000 YH55 2
- (39489) 1981 EU6 2
- (39557) Gielgud
- (39561) 1992 QA 2
- (39565) 1992 SL
- (39572) 1993 DQ1
- (39702) 1996 TZ10 2
- (39741) Komm 2
- (39774) 1997 GO27 1
- (39796) 1997 TD
- (40245) 1998 WO7 2
- (40263) 1999 FQ5
- (40267) 1999 GJ4 3
- (40271) 1999 JT 2
- (40310) 1999 KU4
- (40315) 1999 LS 2
- (40329) 1999 ML
- (40430) 1999 RL28 2
- (40468) 1999 RF46 2
- (40719) 1999 SZ2 2
- (41074) 1999 VL40 2
- (41223) 1999 XD16 2
- (41429) 2000 GE2 3
- (41434) 2000 GB82 2
- (41440) 2000 HZ23
- (41464) 2000 OL22 2
- (41475) 2000 PR13 2
- (41503) 2000 QG148 2
- (41574) 2000 SQ1 2
- (41577) 2000 SV2 2
- (41588) 2000 SC46 2
- (41774) 2000 VR44 2
- (42286) 2001 TN41 3
- (42501) 1992 YC 2
- (42531) McKenna 2
- (42609) Daubechies 2
- (42805) 1999 JU1 2
- (42811) 1999 JN81 2
- (42887) 1999 RV155 2
- (43017) 1999 VA2 2
- (43369) 2000 WP3 2
- (44010) 1997 UH11 2
- (44168) 1998 JJ4 2
- (44200) 1998 MJ25 2
- (44619) 1999 RO42 2
- (45074) 1999 XA38 2
- (45164) 1999 XK127 2
- (45251) 1999 YN 2
- (45764) 2000 LV 2
- (46433) 2002 JQ67 2
- (46598) 1993 FT2 2
- (46771) 1998 HM7 2
- (46773) 1998 HZ12 2
- (46780) 1998 HH52 2
- (46818) 1998 MZ24 2
- (47035) 1998 WS 2
- (47145) 1999 RN11 2
- (47199) 1999 TY204 2
- (47343) 1999 XL45 2
- (47576) 2000 AW172 2
- (47581) 2000 AN178 2
- (47588) 2000 AM201 2
- (47648) 2000 CA40 2
- (47834) 2000 EN114 2
- (48338) 2002 PV27 2
- (48450) 1991 NA 2
- (48468) 1991 SS1 2
- (48570) 1994 EA2 2
- (48603) 1995 BC2
- (48621) 1995 OC 2
- (48864) 1998 HK43 2
- (49385) 1998 XA12 2
- (49664) 1999 MV 2
- (49952) 1999 XH212 2
- (50143) 2000 AB132 2
- (50354) 2000 CX70 2
- (50867) 2000 GM4 2
- (51075) 2000 GG162 2
- (51157) 2000 HB57 2
- (51356) 2000 RY76 2
- (51773) 2001 MV 2
- (52297) 1991 CH2 2
- (52310) 1991 VJ 2
- (52317) 1992 BC1 2
- (52340) 1992 SY 3
- (52381) 1993 HA 1
- (52384) Elenapanko 2
- (52387) Huitzilopochtli 1
- (52439) 1994 QL 2
- (52453) 1994 WC 2
- (52689) 1998 FF2
- (52722) 1998 GK 2
- (52730) 1998 HN4 2
- (52750) 1998 KK17 3
- (52760) 1998 ML14 3
- (52761) 1998 MN14
- (52762) 1998 MT24 3
- (52768) 1998 OR2
- (52800) 1998 QT60 2
- (53110) 1999 AR7
- (53319) 1999 JM8 3
- (53409) 1999 LU7 3
- (53426) 1999 SL5 3
- (53429) 1999 TF5 3
- (53430) 1999 TY16
- (53431) 1999 UQ10 2
- (53432) 1999 UT55 2
- (53435) 1999 VM40
- (53550) 2000 BF19 3
- (53789) 2000 ED104 3
- (54013) 2000 GA97 2
- (54071) 2000 GQ146 1
- (54401) 2000 LM
- (54660) 2000 UJ1
- (54686) 2001 DU8
- (54690) 2001 EB
- (54697) 2001 FA70 2
- (54718) 2001 HB61 2
- (54754) 2001 KJ56 2
- (54789) 2001 MZ7
- (55043) 2001 QL59 2
- (55333) 2001 SZ117 2
- (55380) 2001 SB264 2
- (55401) 2001 SX316 2
- (55532) 2001 WG2 3
- (55757) 1991 XN 2
- (55760) 1992 BL1 2
- (55825) 1995 SD4 2
- (55969) 1998 KH56 2
- (56950) 2000 SA2 2
- (57004) 2000 SP349 2
- (57047) 2001 LG1 2
- (57878) 2001 YZ148 2
- (57924) 2002 FO28 2
- (58023) 2002 VR40 2
- (58046) 2002 XA14 2
- (58050) 2002 YA 2
- (58070) 1034 T-2 2
- (58141) 1981 UW22 2
- (58149) 1987 SX11 2
- (58175) 1990 SE15 2
- (58325) 1994 RE11 2
- (58683) 1998 AJ10 2
- (58980) 1998 RG47 2
- (59490) 1999 JD4 2
- (59836) 1999 RN44 2
- (59979) 1999 SV5 2
- (60187) 1999 VL23 2
- (60216) 1999 VG82 2
- (60375) 2000 AY146 2
- (60396) 2000 AG243 2
- (60689) 2000 GG37 2
- (60733) 2000 GL80 2
- (60735) 2000 GF82 2
- (60886) 2000 JB10 2
- (60924) 2000 JF44 2
- (61256) 2000 OT25 2
- (61343) 2000 PC5 2
- (61416) 2000 QL12 2
- (61550) 2000 QK70 2
- (61799) 2000 QC184 2
- (62042) 2000 RF65 2
- (62047) 2000 RE66 2
- (62268) 2000 SQ90 2
- (62730) 2000 TE59 2
- (63160) 2000 YN8 2
- (63164) 2000 YU14 2
- (63341) 2001 FD77 2
- (63583) 2001 QP31 2
- (65335) 2002 LR58 2
- (65425) 2002 TL129 2
- (65433) 2002 TX238 2
- (65674) 1988 SM
- (65682) 1990 QU2 2
- (65690) 1991 DG 3
- (65706) 1992 NA
- (65717) 1993 BX3 3
- (65733) 1993 PC 3
- (65742) 1993 TY18 2
- (65757) 1994 FV 2
- (65776) 1995 SW3 2
- (65784) Naderayama 2
- (65803) Didymos 3
- (65808) 1996 LO1 2
- (65817) 1996 TC33 2
- (65909) 1998 FH12 3
- (65996) 1998 MX5
- (65999) 1998 ND 2
- (66008) 1998 QH2 3
- (66063) 1998 RO1 3
- (66251) 1999 GJ2
- (66253) 1999 GT3 3
- (66269) 1999 JN3 2
- (66272) 1999 JW6
- (66280) 1999 JF12 2
- (66294) 1999 JS27 2
- (66358) 1999 JW87 2
- (66419) 1999 NR13 2
- (66458) Romaplanetario 2
- (66959) 1999 XO35
- (67284) 2000 GD1 2
- (67367) 2000 LY27 1
- (67381) 2000 OL8 3
- (67399) 2000 PJ6 3
- (67473) 2000 RH6 2
- (67502) 2000 RE44 2
- (67522) 2000 RB79 2
- (67729) 2000 UQ23 2
- (67865) 2000 WG23 2
- (67930) 2000 WP122 2
- (67943) 2000 WP151 2
- (68031) 2000 YK29 1
- (68063) 2000 YJ66
- (68134) 2001 AT18 2
- (68216) 2001 CV26 3
- (68267) 2001 EA16 3
- (68278) 2001 FC7 1
- (68346) 2001 KZ66 3
- (68348) 2001 LO7 3
- (68350) 2001 MK3
- (68359) 2001 OZ13
- (68372) 2001 PM9 3
- (68548) 2001 XR31 3
- (68569) 2001 YE3 2
- (68944) 2002 PQ130 2
- (68950) 2002 QF15 1 3
- (69045) 2002 XN59 2
- (69117) 2003 EX2 2
- (69230) Hermès 3
- (69239) 1978 XT 2
- (69260) Tonyjudt 2
- (69274) 1989 UZ1 2
- (69307) 1992 ON 2
- (69311) Russ 2
- (69350) 1993 YP 2
- (69466) 1996 VZ5 2
- (69701) 1998 HP49 2
- (70055) 1999 JN6 2
- (70056) 1999 JJ8 2
- (70111) 1999 LM7 2
- (71997) 2000 WD178 2
- (72044) 2000 YH5 2
- (72204) 2000 YV133 2
- (72569) 2001 EC13 2
- (73534) Liviasavioli 2
- (73575) 4789 P-L 2
- (73669) 1981 WL2 2
- (73673) 1986 RX1 2
- (73681) 1989 TL18 2
- (73735) 1993 QE3 2
- (73865) 1997 AW 2
- (74217) 1998 RB73 2
- (74523) 1999 GA6 2
- (74539) 1999 JD15 2
- (74558) 1999 LT13 2
- (74561) 1999 LE18 2
- (74564) 1999 NY1 2
- (74576) 1999 NG25 2
- (74644) 1999 RK63 2
- (74721) 1999 RH167 2
- (74779) 1999 RF241 2
- (74789) 1999 SY5 2
- (74823) 1999 TD15 2
- (74839) 1999 TZ34 2
- (74998) 1999 TV276 2
- (75015) 1999 UW4 2
- (75017) 1999 UE5 2
- (75079) 1999 VN24 2
- (75303) 1999 XQ35 2
- (75409) 1999 XR104 2
- (75412) 1999 XJ108 2
- (75567) 2000 AK1 2
- (75933) 2000 CB75 2
- (76789) 2000 LG16 2
- (76828) 2000 SL161 2
- (76978) 2001 BY60 2
- (77971) Donnolo 2
- (78545) 2002 RT121 2
- (78587) 2002 SZ12 2
- (79137) 1991 PD15 2
- (79150) 1992 UR7 2
- (79219) 1994 LN 2
- (79512) 1998 KE3 2
- (79558) 1998 QE51 2
- (79571) 1998 QG92 2
- (79576) 1998 QG98 2
- (79611) 1998 RC52 2
- (79721) 1998 SE112 2
- (80023) 1999 JY1 2
- (80098) 1999 MV1 2
- (80107) 1999 RG29 2
- (80250) 1999 WW9 2
- (80356) 1999 XM124 2
- (80366) 1999 XA142 2
- (80593) 2000 AG144 2
- (82059) 2000 UM30 2
- (82085) 2001 CL20 2
- (82105) 2001 FG26 2
- (82124) 2001 FO78 2
- (82233) 2001 JF1 2
- (82474) 2001 OB23 2
- (82676) 2001 PV23 2
- (82913) 2001 QN103 2
- (83120) 2001 QP246 2
- (83988) 2002 LC34 2
- (83992) 2002 MG3 2
- (84667) 2002 VO82 2
- (85118) 1971 UU 2
- (85119) Hannieschaft 2
- (85158) Phyllistrapp 2
- (85185) Lederman 2
- (85585) Mjolnir 3
- (85640) 1998 OX4 3
- (85713) 1998 SS49 3
- (85938) 1999 DJ4 3
- (86039) 1999 NC43 3
- (89830) 2002 CE 3
- (89959) 2002 NT7 3
- (90075) 2002 VU94 3
- (90416) 2003 YK118 3
- (96178) Rochambeau 2
- (99248) 2001 KY66 3
- (100485) Russelldavies 2
- (100553) Dariofo 2
- (111661) Mamiegeorge 2
- (120352) Gordonwong 2
- (120942) Rendafuzhong 2
- (121032) Wadesisler 2
- (124192) Moletai 2
- (132874) Latinovits 2
- (137052) Tjelvar 3
- (137108) 1999 AN10 3
- (137427) 1999 TF211 3
- (138095) 2000 DK79
- (140288) 2001 SN289 3
- (143624) 2003 HM16 3
- (143651) 2003 QO104 3
- (144332) 2004 DV24 3
- (145962) Lacchini 2
- (153591) 2001 SN263
- (153814) 2001 WN5 3
- (153958) 2002 AM31 3
- (154991) Vinciguerra
- (159504) 2000 WO67 3
- (159857) 2004 LJ1 3
- (162000) 1990 OS 3
- (162011) Konnohmaru
- (162173) Ryugu 1 3
- (163051) 2001 YJ4 3
- (163132) 2002 CU11 3
- (164215) Doloreshill
- (171576) 1999 VP11 3
- (172425) Taliajacobi 2
- (183182) Weinheim 2
- (189011) Ogmios
- (192686) Aljuroma 2
- (196256) 2003 EH1
- (196625) 2003 RM10 3
- (205698) Troiani 2
- (217257) Valemangano
- (217628) Lug 3
- (223633) Rosnyaîné 2
- (240871) MOSS 2
- (242216) 2003 RN10
- (255587) Gardenia 2
- (283461) Leacipaola 2
- (285263) 1998 QE2
- (290074) Donasadock 2
- (306367) Nout 3
- (308306) Dainere 2
- (314082) Dryope 3
- (315186) Schade 2
- (322574) Werckmeister 2
- (328563) Mosplanetarium 2
- (331785) Sumners 2
- (348400) 2005 JF21
- (378214) Sauron 2
- (385343) 2002 LV 3
- (422699) 2000 PD3 3
- (430804) 2005 AD13 3
- (452307) Manawydan
- (464743) Stanislavkomarek
- (469366) Watkins 2
- (471926) Jörmungandr 3
- (481984) Cernunnos
- (533671) 2014 LJ21 3
- 2007 WD5 3
- 2008 HJ 3